# Alesana Tuilagi
Alesana Tuilagi (ur. 24 lutego 1981 r. w Fogapoa na Samoa) – samoański gracz rugby union.

## Kariera klubowa
W latach 2002–2004 grał we włoskim klubie Rugby Parma, a następnie przeniósł się do angielskiego Leicester Tigers. W barwach nowego klubu pierwszy mecz rozegrał 11 września 2004 r.  przeciwko Leeds Tykes. Z Leicester Tigers zdobył mistrzostwo Anglii w latach 2007, 2009 i 2010, a w 2007 r. Puchar Anglo-Walijski. W 2011 r. został wybrany do drużyny roku English Premiership przez redakcję ESPNscrum oraz zdobył nagrodę Guinness Top Tryscorer za największą liczbę przyłożeń (13) w sezonie 2010−2011 English Premiership. Ostatni mecz w barwach Leicester Tigers rozegrał 25 maja 2012 r. przeciwko drużynie Harlequin. Przeniósł się do japońskiego klubu NTT Shining Arcs.

## Kariera reprezentacyjna
W reprezentacji Samoa zadebiutował 22 czerwca 2002 r. w meczu kwalifikacyjnym do Pucharu Świata przeciwko Fidżi. W barwach swojego kraju uczestniczył w turnieju finałowym Pucharu Świata w latach 2007 i 2011.
W 2006 r. rozegrał jeden mecz w reprezentacji Wysp Pacyfiku.

### Występy w reprezentacji
| Samoa | Samoa             | Samoa            | Samoa             | Samoa             | Samoa | Samoa  | Samoa                                     |
| Lp.   | Data              | Miejsce          | Gospodarze        | Goście            | Wynik | Punkty | Uwagi                                     |
| ----- | ----------------- | ---------------- | ----------------- | ----------------- | ----- | ------ | ----------------------------------------- |
| 1.    | 22 czerwca 2002   | Nadi             | Fidżi             | Samoa             | 12:22 | 0      | eliminacje do Pucharu Świata w Rugby 2003 |
| 2.    | 28 czerwca 2002   | Apia             | Samoa             | Tonga             | 31:13 | 0      | eliminacje do Pucharu Świata w Rugby 2003 |
| 3.    | 6 lipca 2002      | Pretoria         | Południowa Afryka | Samoa             | 60:18 | 0      | mecz testowy                              |
| 4.    | 11 czerwca 2005   | Sydney           | Australia         | Samoa             | 74:7  | 0      | mecz testowy                              |
| 5.    | 2 lipca 2005      | Apia             | Samoa             | Tonga             | 50:28 | 20     | eliminacje do Pucharu Świata w Rugby 2007 |
| 6.    | 9 lipca 2005      | Apia             | Samoa             | Fidżi             | 36:10 | 5      | eliminacje do Pucharu Świata w Rugby 2007 |
| 7.    | 22 lipca 2005     | Nukuʻalofa       | Tonga             | Samoa             | 19:30 | 0      | eliminacje do Pucharu Świata w Rugby 2007 |
| 8.    | 30 lipca 2005     | Suva             | Fidżi             | Samoa             | 21:15 | 0      | eliminacje do Pucharu Świata w Rugby 2007 |
| 9.    | 20 listopada 2005 | Edynburg         | Szkocja           | Samoa             | 18:11 | 5      | mecz testowy                              |
| 10.   | 26 listopada 2005 | Londyn           | Anglia            | Samoa             | 40:3  | 0      | mecz testowy                              |
| 11.   | 9 czerwca 2007    | Johannesburg     | Południowa Afryka | Samoa             | 35:8  | 0      | mecz testowy                              |
| 12.   | 16 czerwca 2007   | Miyagi           | Japonia           | Samoa             | 3:13  | 0      | Puchar Narodów Pacyfiku                   |
| 13.   | 23 czerwca 2007   | Apia             | Samoa             | Tonga             | 50:3  | 5      | Puchar Narodów Pacyfiku                   |
| 14.   | 9 września 2007   | Paryż            | Samoa             | Południowa Afryka | 7:59  | 0      | Puchar Świata w Rugby 2007                |
| 15.   | 16 września 2007  | Montpellier      | Samoa             | Tonga             | 15:19 | 0      | Puchar Świata w Rugby 2007                |
| 16.   | 22 września 2007  | Nantes           | Anglia            | Samoa             | 44:22 | 0      | Puchar Świata w Rugby 2007                |
| 17.   | 26 września 2007  | Saint-Étienne    | Samoa             | Stany Zjednoczone | 25:21 | 5      | Puchar Świata w Rugby 2007                |
| 18.   | 13 listopada 2010 | Dublin           | Irlandia          | Samoa             | 20:10 | 5      | mecz testowy                              |
| 19.   | 20 listopada 2010 | Londyn           | Anglia            | Samoa             | 26:13 | 0      | mecz testowy                              |
| 20.   | 27 listopada 2010 | Aberdeen         | Szkocja           | Samoa             | 19:16 | 0      | mecz testowy                              |
| 21.   | 2 lipca 2011      | Tokio            | Japonia           | Samoa             | 15:34 | 10     | Puchar Narodów Pacyfiku                   |
| 22.   | 17 lipca 2011     | Sydney           | Australia         | Samoa             | 23:32 | 5      | mecz testowy                              |
| 23.   | 14 września 2011  | Rotorua          | Namibia           | Samoa             | 12:49 | 15     | Puchar Świata w Rugby 2011                |
| 24.   | 18 września 2011  | Hamilton         | Samoa             | Walia             | 10:17 | 0      | Puchar Świata w Rugby 2011                |
| 25.   | 25 września 2011  | Auckland         | Fidżi             | Samoa             | 7:27  | 0      | Puchar Świata w Rugby 2011                |
| 26.   | 30 września 2011  | North Shore City | Samoa             | Południowa Afryka | 5:13  | 0      | Puchar Świata w Rugby 2011                |
| 27.   | 8 czerwca 2013    | Durban           | Samoa             | Szkocja           | 27:17 | 10     | mecz testowy                              |
| 28.   | 15 czerwca 2013   | Nelspruit        | Włochy            | Samoa             | 10:39 | 0      | mecz testowy                              |
| 29.   | 22 czerwca 2013   | Pretoria         | Południowa Afryka | Samoa             | 56:23 | 0      | mecz testowy                              |

| Wyspy Pacyfiku | Wyspy Pacyfiku    | Wyspy Pacyfiku | Wyspy Pacyfiku | Wyspy Pacyfiku | Wyspy Pacyfiku | Wyspy Pacyfiku | Wyspy Pacyfiku |
| Lp.            | Data              | Miejsce        | Gospodarze     | Goście         | Wynik          | Punkty         | Uwagi          |
| -------------- | ----------------- | -------------- | -------------- | -------------- | -------------- | -------------- | -------------- |
| 1.             | 26 listopada 2006 | Dublin         | Irlandia       | Wyspy Pacyfiku | 67:11          | 0              | mecz testowy   |

## Osiągnięcia
| Rok  | Leicester Tigers (English Premiership) | Leicester Tigers (Puchar Heinekena) | Reprezentacja Samoa                     | Wyróżnienia |
| ---- | -------------------------------------- | ----------------------------------- | --------------------------------------- | --- |
| 2002 |                                        |                                     | Debiut w reprezentacji                  | |
| 2005 | Wicemistrzostwo                        | Półfinał                            | Puchar Pacific Tri-Nations              | |
| 2006 | Wicemistrzostwo                        | Ćwierćfinał                         |                                         | |
| 2007 | Mistrzostwo                            | Finał                               | Turniej finałowy Pucharu Świata w Rugby | Gracz sezonu 2006−2007 drużyny Leicester Tigers |
| 2008 | Wicemistrzostwo                        |                                     |                                         | |
| 2009 | Mistrzostwo                            | Finał                               |                                         | |
| 2010 | Mistrzostwo                            |                                     | Puchar Narodów Pacyfiku                 | |
| 2011 | Wicemistrzostwo                        | Ćwierćfinał                         | Turniej finałowy Pucharu Świata w Rugby | Największa liczba przyłożeń w sezonie 2010−2011 English Premiership Wybrany przez redakcję ESPNscrum do drużyny roku sezonu 2010−2011 English Premiership |

## Życie prywatne
Alesana Tuilagi ma sześciu braci, z których tylko jeden − Olotuli – nie jest rugbystą, pozostali Freddie, Henry, Anitelea, Sanele Vavae również występowali w Leicester Tigers, a Manu gra obecnie w tym klubie na pozycji środkowego ataku (12).